# ザ・ループ TALES FROM THE LOOP
『ザ・ループ TALES FROM THE LOOP』（原題: Tales from the Loop、テイルズ・フロム・ザ・ループ）は、2020年から配信されているアメリカ合衆国のテレビドラマシリーズ。シモン・ストーレンハーグのアートブックを原作としたSFドラマで、宇宙の謎を解き明かす地下研究施設「ループ」と町の住民たちを描く。出演はレベッカ・ホール、ジョナサン・プライスなど。2020年4月3日にAmazonプライム・ビデオのオリジナル作品として全世界へ配信された。

## あらすじ
オハイオ州マーサーには、宇宙の謎を解き明かすための地下研究施設「ループ」が存在する。そこでは研究者たちが「不可能を可能にする」試みを行っている。町ではロボットが歩き回り、ループに関わりのある人達が暮らしていた。

## 登場人物とキャスト
※括弧内は日本語吹替。
ロレッタ
演 - レベッカ・ホール（樋口あかり）
演 - アビー・ライダー・フォートソン（渡辺理沙）(子供)
ラス
演 - ジョナサン・プライス（浦山迅）
ジェイコブ
演 - ダニエル・ゾルガードリ（岩端卓也）
コール
演 - ダンカン・ジョイナー（池田海咲）
ジョージ
演 - ポール・シュナイダー（最上嗣生）
演 - エムジェイ・アンソニー （バトリ勝悟）(子供)
クララ
演 - ジェーン・アレクサンダー（宮沢きよこ）
ダニー
演 - タイラー・バーンハート
ガディス
演 - アトー・エッサンドー（江頭宏哉）
ステイシー
演 - クリスティン・パーク
メイ
演 - ニコール・ロウ（渡辺理沙）
エド
演 - ダン・バッケダール（蓮岳大）
ケイト
演 - ローレン・ウィードマン（宮沢きよこ）
ベス
演 - アレッサンドラ・デ・サ・ペレイラ
シュー
演 - リーン・レイ
イーサン
演 - ダニー・カン
ルーカス
演 - ドミニク・レインズ
アレックス
演 - ジョン・コルタジャレナ
ケント
演 - ブライアン・メイラード
アルマ
演 - エレクトラ・キルビー（かどたにまみ）
サラ
演 - ステファニー・エステス

## エピソード
| 通算 話数 | タイトル                       | 監督                     | 脚本              | 公開日       |
| --------- | ------------------------------ | ------------------------ | ----------------- | ------------ |
| 1         | "ループ" "Loop"                | マーク・ロマネク         | Nathaniel Halpern | 2020年4月3日 |
| 2         | "入れ替わり" "Transpose"       | So Yong Kim              | Nathaniel Halpern | 2020年4月3日 |
| 3         | "静止" "Stasis"                | Dearbhla Walsh           | Nathaniel Halpern | 2020年4月3日 |
| 4         | "エコースフィア" "Echo Sphere" | アンドリュー・スタントン | Nathaniel Halpern | 2020年4月3日 |
| 5         | "コントロール" "Control"       | Tim Mielants             | Nathaniel Halpern | 2020年4月3日 |
| 6         | "異次元世界" "Parallel"        | Charlie McDowell         | Nathaniel Halpern | 2020年4月3日 |
| 7         | "怪物" "Enemies"               | タイ・ウェスト           | Nathaniel Halpern | 2020年4月3日 |
| 8         | "ホーム" "Home"                | ジョディ・フォスター     | Nathaniel Halpern | 2020年4月3日 |

## 製作
2018年7月17日、Amazonは本作の製作を発表した。

## 評価

### 批評
本作は批評家から好意的な評価を受けている。批評集積サイトのRotten Tomatoesには53件のレビューがあり、批評家支持率は83%、平均点は10点満点で7.3点となっている。また、Metacriticには12件のレビューがあり、加重平均値は66/100となっている。